# Tiesj Benoot
Tiesj Benoot (ur. 11 marca 1994 w Gandawie) – belgijski kolarz szosowy.

## Osiągnięcia
Opracowano na podstawie:

2014
- 4. miejsce w Mistrzostwach Świata do lat 23

2015
- 2. miejsce w Baloise Belgium Tour
- 5. miejsce w Grand Prix Cycliste de Montréal
- 4. miejsce w Paryż-Tours

2016
- 3. miejsce w Omloop Het Nieuwsblad
- 7. miejsce w E3 Harelbeke
- 5. miejsce w Tour de Pologne

2017
- 1. miejsce w klasyfikacji młodzieżowej Volta ao Algarve
- 4. miejsce w Kuurne-Bruksela-Kuurne
- 8. miejsce w Strade Bianche
- 7. miejsce w Dwars door Vlaanderen
- 3. miejsce w Brabantse Pijl

2018
- 1. miejsce w Strade Bianche
- 4. miejsce w Tirreno-Adriático
  - 1. miejsce w klasyfikacji młodzieżowej
- 5. miejsce w E3 Harelbeke
- 7. miejsce w Dwars door Vlaanderen
- 8. miejsce w Ronde van Vlaanderen
- 3. miejsce w Brabantse Pijl

2019
- 4. miejsce w Tour de Suisse

2020
- 2. miejsce w Paryż-Nicea
  - 1. miejsce w klasyfikacji punktowej
  - 1. miejsce na 6. etapie

2021
- 5. miejsce w Paryż-Nicea

2022
- 2. miejsce w Dwars door Vlaanderen
- 3. miejsce w Amstel Gold Race
- 3. miejsce w Clásica de San Sebastián

2023
- 1. miejsce w Kuurne-Bruksela-Kuurne
- 3. miejsce w Strade Bianche

## Rankingi
| Rok              | 2013 | 2014 | 2015 | 2016 | 2017 | 2018 | 2019 | 2020 | 2021 | 2022 | 2023 | 2024 |
| ---------------- | ---- | ---- | ---- | ---- | ---- | ---- | ---- | ---- | ---- | ---- | ---- | ---- |
| UCI World Tour   |      |      | 47.  | 75.  | 76.  | 33.  |      |      |      |      |      |      |
| World Ranking    |      |      |      | 61.  | 51.  | 35.  | 30.  | 49.  | 74.  | 54.  | 32.  | 65.  |
| UCI Europe Tour  | 478. | 43.  |      | 41.  | 33.  | 133. | 23.  | 39.  | 62.  | 45.  | 29.  | 49.  |
| UCI America Tour | -    | -    |      | -    | -    | 122. |      |      |      |      |      |      |
|                  |      |      |      |      |      |      |      |      |      |      |      |      |
| Źródło: UCI      |      |      |      |      |      |      |      |      |      |      |      |      |